# Козяк (община Ресен)
Вижте пояснителната страница за други значения на Козяк.
Козяк (на македонска литературна норма: Козјак) е село в община Ресен, Северна Македония.

## География
Селото е разположено в източната част на Преспанската котловина на юг от град Ресен.

## История
В XIX век Козяк е село в Битолска кааза, Нахия Долна Преспа на Османската империя. В „Етнография на вилаетите Адрианопол, Монастир и Салоника“, издадена в Константинопол в 1878 година и отразяваща статистиката на населението от 1873 година, Козика (Kozika) е посочено като село с 14 домакинства и 30 жители мюсюлмани.
Според статистиката на Васил Кънчов („Македония. Етнография и статистика“) от 1900 година Козякъ има 210 жители, от които 180 българи мохамедани и 30 арнаути мохамедани.
На Етнографската карта на Битолския вилает на Картографския институт в София от 1901 година Козяк е чисто албанско село в Битолската каза на Битолския санджак с 40 къщи.
По данни на секретаря на екзархията Димитър Мишев („La Macédoine et sa Population Chrétienne“) в 1905 година в Козяк (Koziak) има 210 албанци.
Според преброяването от 2002 година селото има 117 жители, от които:
| Националност     | Всичко |
| северномакедонци | 0      |
| албанци          | 11     |
| турци            | 106    |
| роми             | 0      |
| власи            | 0      |
| сърби            | 0      |
| бошняци          | 0      |
| други            | 0      |

## Личности
Починали в Козяк
- Георги Попсимеонов Арнаудов, български военен деец, подпоручик, загинал през Първата световна война[6]